# エイジュ
エイジュ（栄樹）あるいはブライヤまたはブライア（英語: brier, briar）（学名：Erica arborea L. エリカ・アルボレア）は、ヨーロッパ南部から南西アジアなどの地中海沿岸地域や東アフリカに分布するツツジ科エリカ属の常緑低木のことである。
3-7月頃に開花し、温室などで栽培することが多い。また、スコットランドなどに多いヒースに似た白い花を咲かせることから、別名としてホワイトヒース (英: White heath) と呼ばれることもある。
パイプの原料となる（参照: #利用）。
リンネの『植物の種』(1753年) で記載された植物の一つである。

## 分布
アルジェリア、アルバニア、アンドラ、イエメン、イタリア、ウガンダ、エチオピア、エリトリア、ギリシャ（本土およびクレタ島）、クロアチア、ケニア、コンゴ民主共和国、サウジアラビア、ジョージア、スペイン（本土、カナリア諸島、バレアレス諸島）、ソマリア、タンザニア、チュニジア、トルコ（ヨーロッパ側）、フランス（本土およびコルシカ島）、ブルガリア、ボスニア・ヘルツェゴヴィナ、ポルトガル（本土およびマデイラ島）、南スーダン、モロッコ、モンテネグロ、ルワンダに見られる。
ケニアでは標高2100-4500メートルの岩の多い森林地帯に自生が見られ、高山においてコソノキ（Hagenia abyssinica）の林よりも標高の高い場所に共優占種として繁茂している（ケニア山#植物相も参照）。
本属の植物はヨーロッパのものがヒースとの関わりもあってよく知られるが、種数としては約600種が南アフリカを中心とした地域に集中しており、その一部は東アフリカ東部にまで分布している。ヨーロッパから地中海に分布するものは14種ほどで、そんな中にあって本種が地中海地方からコーカサスに分布し、その上にアフリカ北部に自生していることは、この属の南北の分布域をつなぐものであり、両者に連絡があったことを示すと考えられる。

## 特徴
低木あるいは高木、0.5-7.5メートルで枝は傾上する。以下は部位ごとの説明となる。
葉は傾上し、2-6.5×約1ミリメートルである点が挙げられる。
花は4部位からなり、色が白か桃色で長さ1.5-3ミリメートル、苞が小花柄の下方の中ほどに見られる点が挙げられる。
果実は赤色で長さ3ミリメートル以下となる蒴果で、その中に多数の小さな種子を含む。

## 利用
エイジュは木としては強い難燃性を持ち、鉱物に比べ軽量であり、そのためタバコのパイプ（喫煙具）の材料によく用いられる。このエイジュの木の根（ブライアルート (英: briar root)）から作られるタバコ用のパイプは、高級品（高級材）としても広く知られている。ブライヤ材で作るパイプの原材料には、主にエイジュの木の根が使われることが多いが、廉価な製品では幹に近い箇所も利用される。
パイプの種類にはエイジュのほか、金属や陶器、カエデやサクラなどの木材、トウモロコシの芯を使ったもの（コーンパイプ）など様々なものがあるが、エイジュ製のものが耐久性に優れ風合いなどが好まれることから広く普及しており、しばしば「パイプの王様」と位置づけられる。
エチオピアでは乾いた枝を家回りの柵作りに用いたりするほか、薪、木炭作り、飼料（葉および芽）、ミツバチの餌、生け垣作りに用いる。

## 備考
- 野生のバラやイバラの茂みのことを英語でブライアー (brier, briar) と呼ぶため、ブライヤ材はバラの根と混同されることがある[4]。

## 諸言語における呼称
- 英語: briar, brier[2], giant heath[8][6], tree heath[9][2]
  - brier あるいは briar はバラ目バラ科バラ属のロサ・ルビギノーサ（Rosa rubiginosa、シノニム: R. eglanteria ロサ・エグランテリア; 英: sweetbrier）やユリ目サルトリイバラ科シオデ属（学名: Smilax）の刺の多い草本（英: greenbrier）などを包括する概念を指す際にも用いられるが、これらを指すものと本種を指すものとでは語源が異なる[10]。
- ドイツ語: Baumheide[9]
- フランス語: bruyère arborescente[11]

ケニア:
- キクユ語: mũthithinda（モジジンダ）
  - ただしこの名称は別のエリカ属樹木 E. mannii (Hook.f.) Beentje（シノニム: Philippia johnstonii Schweinf. ex Engl.）や「ヒースに似ている」キク科の低木 Seriphium kilimandscharicum (O.Hoffm.) Koek.（シノニム: Stoebe kilimandscharica O.Hoffm.）、さらにはヒノキ科イトスギ属の常緑高木であるメキシコイトスギ（Hesperocyparis lusitanica (Mill.) Bartel; シノニム: Cupressus lusitanica Mill.）なども指す[12]。